# مقاطعة ماغير (مونتانا)
مقاطعة ماغير (بالإنجليزية: Meagher County)‏ هي إحدى مقاطعات ولاية مونتانا في الولايات المتحدة الأمريكية.